# Carry Tefsen
 (janvier 2019).
Si vous disposez d'ouvrages ou d'articles de référence ou si vous connaissez des sites web de qualité traitant du thème abordé ici, merci de compléter l'article en donnant les références utiles à sa vérifiabilité et en les liant à la section « Notes et références ».
Carla Tefsen dite Carry Tefsen, née le 6 août 1938 à Amsterdam, est une actrice, chanteuse et présentatrice néerlandaise. Elle est connue pour sa personnalité chaleureuse, et devient célèbre par son interprétation de Mien Dobbelsteen dans la série télévisée Zeg 'ns Aaa. Sa carrière polyvalente se déroule sur plus de six décennies.

## Biographie
Carla Tefsen naît le 6 août 1938, à Amsterdam, aux Pays-Bas. Dans sa jeunesse, son père ne l’encourage pas à s’orienter vers une carrière artistique. Celle-ci débute néanmoins dans les années 1960, travaillant d'abord comme danseuse de revue au Moulin Rouge d'Amsterdam, elle se lance rapidement dans le théâtre et le chant. Elle travaille au théâtre, au cinéma et à la télévision, ce qui lui vaut des éloges pour ses diverses performances.

### Télévision
Carry est surtout connue pour son rôle emblématique de Mien Dobbelsteen, la femme de ménage bruyante et humoristique dans la populaire série comique néerlandaise Zeg 'ns Aaa (1981-1993), qui attire des millions de téléspectateurs et a fait d'elle une figure bien-aimée dans la culture néerlandaise. Elle poursuit avec divers rôles, comme dans la série 't Schaep met de 5 pooten et Het geheime van Hendrik Groen.

### Cinéma
Son travail comprend des rôles dans Blue Movie (1971) et Katie Tippel (1975), tous deux considérés comme des classiques cinématographiques néerlandais,.

### Théâtre
Elle joue dans de nombreuses comédies musicales et pièces de théâtre, telles que De Jantjes et L'Homme de la Mancha, tout au long de sa carrière.

### Animation
Carry a également présenté la première émission de rencontres néerlandaise Op Goed Geluk à la fin des années 1980.

### Vie privée
Elle est mariée au technicien de théâtre Ger Hinrichs depuis plus de cinquante ans. Le couple discute ouvertement des réalités du vieillissement et de leurs peurs de la séparation dans la vieillesse. Carry a été confrontée à des problèmes de santé, notamment des problèmes de mobilité, tels qu'une déchirure du ménisque, mais elle équilibre sa vie publique avec des intérêts personnels tels que la peinture et la poésie.

## Distinction
En 2012, elle est nommée Chevalier de l'Ordre d'Orange-Nassau en reconnaissance de ses contributions aux arts néerlandais.

## Filmographie

### Cinéma
- 1971 : Wat zien ik!? : La prostituée
- 1971 : Blue Movie (nl) : Elly
- 1974 : Alicia (nl) : Henny, la femme de Martin
- 1975 : Katie Tippel : La femme en usine de lavage
- 1975 : Zwaarmoedige verhalen voor bij de centrale verwarming (nl) : La femme de Jon
- 1992 : Cendrillon : Drizella (voix)
- 1995 : Filmpje! (nl) : La directrice des funérailles
- 1999 : Dichter op de Zeedijk : La grand-mère
- 2006 : K3 en het ijsprinsesje (nl) : Heks
- 2007 : De Bug : Mia
- 2010 : Pat le Pirate (Piet Piraat): Tante Cleo

### Téléfilms
- 1975 : Pipo le Clown (nl) : La femme
- 1976 : Martine : La Belle au bois dormant
- 1976-1978 : Ieder zijn deel (nl) : Truus
- 1981 : De Lemmings : Thea
- 1981-1993 : Zeg 'ns Aaa (nl) : Mien Dobbelsteen
- 1984 : Zoals u wenst, mevrouw : Jeanette van Crailoo de Beuker
- 1991 : Oog in oog : Emmy
- 1994 : De Victorie (nl) : Nel Bakker-Pellegrim
- 1994 : Vrouwenvleugel (nl) : Cor Vis
- 1995 : Oppassen!!! (nl) : Mien Dobbelsteen
- 1998 : Baantjer : Nel Duifjes
- 1998 : Kees & Co (nl): La femme attendant le bus
- 1999 : Het Zonnetje in Huis (nl) : Agnetha Bovenkerk
- 2000-2001 : De Garage (nl) : Deux rôles (Coby et Veronica)
- 2006 : ''t Schaep met de 5 pooten (nl) : Opoe Withof
- 2009 : ''t Vrije Schaep (nl) : Opoe Withof
- 2009 : Zeg 'ns Aaa (nl) : Mien Dobbelsteen
- 2011 : 't Spaanse Schaep (nl) : Opoe Withof
- 2013 : 't Schaep in Mokum (nl) : Opoe Withof
- 2018 : Sinterklaasjournaal (nl) : Mme Rosmalen
- 2019 : Judas (nl) : La maman de Stien

## Théâtre

### Pièces et comédies musicales
- 1966-1968 : Un violon sur le toit : Fromme Sarah
- 1968-1969 : L'Homme de la Mancha (De Man van La Mancha) : Deux rôles (Aldonza et Dulcinea)
- 1970-1971 : De Jantjes : Toffe Jans
- 1973-1974 : De Nieuwe Nederlandse Revue - Dag Dag Heerlijke Lach (nl) : La femme de tête
- 1977-1978 : Als je lacht, dan ben je rijk : Roosie
- 1978-1979 : Rooie Sien : Rooie Sien
- 1980-1981 : Ronde Ka : Ronde Ka
- 1981-1982 : Oh… Waterlooplein : Fanny
- 1982-1983 : De Jantjes : Toffe Jans
- 1983-1984 : De Jordaan : Jet
- 1985-1986 : Huwelijk in de steigers : Linda Hamer
- 1986-1987 : Boefje : La femme du grovers
- 1987-1988 : Heimwee : Annie
- 1988 : Oud Speelgoed : Rosalie
- 1991 : De glorieuze comeback van Coco : Coco
- 1997 : Oh, Johnny : Tante Leen
- 1997-1998 : De Jantjes : Na Druppel
- 1998-1999 : Anatevka : Yente, la femme en couple
- 1999 : Irma la Douce : Bobette
- 2003-2004 : Zeg 'ns Aaa : Mien Dobbelsteen
- 2004-2005 : De Jantjes : Tante Pietje
- 2005-2006 : Champagne : Alessa
- 2007-2008 : Zeg 'ns Aaa: Met de assistente van… : Mien Dobbelsteen
- 2010-2011 : Omdat ik zoveel van je hou : La soliste
- 2013-2014 : Flashdance : Hannah Long
- 2014 : Billy Elliot : Oma

## Animation
- 1987-1992 : Op Goed geluk sur TROS : Présentatrice
- 1997 : Call TV : De Droogkap, Veronica (nl) : Présentatrice